# Локк, Мэтью
Мэтью Локк (англ. Matthew Locke; ок. 1621, Эксетер — август 1677, Лондон) — английский композитор и теоретик музыки эпохи барокко. Наиболее значительный (до Пёрселла) автор музыки для национального театра.

## Очерк биографии и творчества
Детство и юношество Локка связаны с (англиканским) кафедральным собором Эксетера, где он пел в хоре и учился музыке у Эдварда Гиббонса (брата известного композитора Орландо Гиббонса). В возрасте 18 лет ездил на континент в Гаагу, где вероятно был крещён в католики.
Одно из первых музыкальных сочинений Локка (совместно с Кристофером Гиббонсом, сыном Орландо) — маска «Купидон и смерть» (постановка 1653 г.). Совместно с четырьми другими композиторами написал музыку к пьесе У. Давенанта «Осада Родоса» (пост. 1656), которая считается важной вехой в истории английской национальной оперы, а также к пьесам Давенанта «Жестокие испанцы в Перу» (1658) и «История сэра Фрэнсиса Дрейка» (1659). Локк стоял у истоков специфически английского жанра семиоперы; его перу принадлежат «Макбет» (1673, по одноимённой трагедии Шекспира), «Зачарованный остров» (1674, по «Буре» Шекспира; Локк — автор инструментальных вступлений ко всем актам) и «Психея» (1675; танцевальную музыку написал Дж.Б. Драги).
Помимо работы в музыкальном театре Локк писал светскую инструментальную музыку, он — автор торжественного марша для коронации Карла II (1661), музыки  для придворного духового оркестра (англ. His Majestys Sagbutts and Cornetts), танцевальных сюит и другой музыки для консорта. Менее оригинальным считается вклад Локка в духовную музыку (написал двенадцать английских антемов и другие сочинения для англиканского богослужения, а также двенадцать латинских мотетов).
Ряд канонов Локка на латинские тексты вошёл в его научный труд «Соображения по поводу недавней книги <...> Томаса Сэлмона» (1672), основная проблематика которого — полемика с музыкантом-любителем Т. Сэлмоном (1648-1706), предлагавшим реформировать музыкальную нотацию путём её радикального упрощения. 
В 1673 году Локк издал книгу с псевдо-греческим заголовком «Melothesia» (полный заголовок см. ниже), представляющий собой (первое английское) пособие для обучения инструменталистов новейшей технике игры basso continuo. В качестве моделей для упражнений Локк разместил собственную клавирную музыку (танцевальные сюиты и прелюдии), а также сочинения восьми других композиторов. На титульной странице он представляет себя как «придворный композитор (composer in ordinary) Его величества и органист капеллы Её величества» (имеются в виду Карл II и его супруга Екатерина Брагансская).

## Локк и Пёрселл
Влияние Локка музыковеды отмечают в ранней музыке Пёрселла, который, возможно, был прямым учеником Локка. В любом случае, оба английских композитора были несомненно знакомы, о чём свидетельствует элегия Пёрселла «На смерть дорогого друга, господина Мютью Локка» (Z 472).

## Издания сочинений
- Observations upon a Late Book Entitled "An Essay to the Advancement of Musick" Written by Thomas Salmon, M.A. of Trinity College in Oxford. London, 1672.
- Melothesia, or Certain General Rules for Playing upon a Continued-Bass, with a Choice Collection of Lessons for the Harpsicord and Organ of all Sorts: Never before Published. London, 1673; издание в редакции К. Хогвуда — Oxford, 1987.